# Carlos Espinosa
Carlos Felipe Ignacio Espinosa Contreras (Santiago, Chile, 22 de noviembre de 1982) es un exfutbolista chileno que jugaba de mediocampista. Su último equipo fue Rangers.

## Trayectoria
Debutó profesionalmente en Cobreloa el año 2004 jugando tan solo 1 partido, pero perteneciendo al plantel campeón Torneo Clausura 2004, de ahí paso a Palestino, Curicó Unido, en donde tuvo su mejor temporada en cuanto a números, al jugar 30 partidos y anotar 11 goles en el Campeonato de Primera B 2006, Deportes Melipilla, Rangers, Cobresal, Barnechea, Coquimbo Unido y Huachipato. Mientras que en el extranjero vistió las camisetas del Örgryte IS sueco y del Lyubimets 2007 del fútbol búlgaro.
En 2015 recaló en un grande del fútbol chileno, la Universidad Católica, luego de buenas temporadas en el cuadro acerero, a expresa petición del técnico Mario Salas, quien lo había tenido como pupilo anteriormente. A su llegada al cuadro cruzado fue pieza fundamental del equipo que obtuvo títulos nacionales, y también participaciones internacionales. Con el paso del tiempo, poco a poco fue perdiendo relevancia y sus apariciones disminuyeron, por lo que a comienzos de 2018 fichó por Curicó Unido, de Primera División, en busca de mayores intervenciones y sumar minutos en cancha, y que significó regresar al club del cual fue ídolo hace 12 años atrás. El día 4 de marzo de 2023, y tras varios días de incertidumbre, Espinosa es oficializado por el club Rangers de Talca.
Su último equipo fue el cuadro piducano, siendo desvinculado del mismo horas antes del cierre de mercado de pases en la ventana invernal del fútbol chileno. Ante dicha circunstancia, y al no poder encontrar equipo en tan poco tiempo, el jugador decidió poner fin a su carrera como futbolista.

## Clubes
| Club                 | País          | Año           | Partidos | Goles |
| -------------------- | ------------- | ------------- | -------- | ----- |
| Cobreloa             | Chile         | 2004          | 1        | 0     |
| Palestino            | Chile         | 2005          | 3        | 0     |
| Curicó Unido         | Chile         | 2006          | 30       | 11    |
| Deportes Melipilla   | Chile         | 2007          | 16       | 2     |
| Örgryte IS           | Suecia        | 2007          | 13       | 1     |
| Deportes Melipilla   | Chile         | 2008          | 26       | 1     |
| Rangers              | Chile         | 2009-2010     | 25       | 1     |
| Cobresal             | Chile         | 2011          | 14       | 0     |
| Lyubimets 2007       | Bulgaria      | 2011          | 4        | 1     |
| Barnechea            | Chile         | 2012          | 31       | 4     |
| Coquimbo Unido       | Chile         | 2013          | 34       | 3     |
| Huachipato           | Chile         | 2014-2015     | 54       | 6     |
| Universidad Católica | Chile         | 2015-2017     | 76       | 7     |
| Curicó Unido         | Chile         | 2018-2021     | 31       | 2     |
| Deportes Iquique     | Chile         | 2021          | 22       | 5     |
| Deportes Santa Cruz  | Chile         | 2022          | 9        | 0     |
| Rangers de Talca     | Chile         | 2023          | 12       | 0     |
| Total carrera        | Total carrera | Total carrera | 402      | 44    |

## Palmarés

### Campeonatos nacionales
| Título             | Equipo               | País  | Año    |
| ------------------ | -------------------- | ----- | ------ |
| Primera División   | Cobreloa             | Chile | 2004-C |
| Primera División   | Universidad Católica | Chile | 2016-C |
| Supercopa de Chile | Universidad Católica | Chile | 2016   |
| Primera División   | Universidad Católica | Chile | 2016-A |

### Otros torneos oficiales
| Título                    | Equipo               | País  | Año    |
| ------------------------- | -------------------- | ----- | ------ |
| Liguilla Pre-Sudamericana | Universidad Católica | Chile | 2015-A |